# Кансогу (Пусан)
Район Кансо (кор. 강서구?, 江西區?, новая романизация корейского языка: Gangseo-gu) — муниципальный район (гу) в западной части центра городской агломерации Пусана (Республики Корея).
Округ имеет площадь 179,05 км², его население по состоянию на 2011 год составляет около 66000 человек. Кансогу был частью района Пукку с момента его создания в 1978 году и до 1989 года, когда был выделен в отдельный гу. Кансогу является самым западным район в Пусане. В Кансогу расположены международный аэропорт Кимхэ и Кадокто, самый большой остров в Пусане.